# Poplave u istočnoj Hrvatskoj u svibnju 2014.
Velike su poplave u svibnju 2014. pogodile istočnu Hrvatsku. Najugroženiji su bili dijelovi Cvelferije i brodske Posavine: rijeka Sava dostigla je rekordnu razinu te je probila nasipe kod Rajevog Sela i Račinovaca. Evakuirano je nekoliko tisuća stanovnika iz Gunje, Račinovaca, Rajeva Sela, Bošnjaka, Vrbanje, Drenovaca, Strošinaca, Đurića, Posavskih Podgajaca i Soljana. 
Evakuirani ljudi bili su smješteni u Županji, Cerni, Gradištu, Privlaci, Otoku, Komletincima, Brčkom i drugim mjestima.

## Uzrok
Vrijeme u središnjem svibanjskom tjednu obilježio je višednevni utjecaj ciklone Donat. Meteorološka zbivanja započela su s dolaskom hladne fronte u noći od nedjelje 11. na ponedjeljak 12. svibnja. Ta je fronta bila vezana uz duboku ciklonu nad Sjevernim morem, koja je donijela osjetno hladniji zrak. Sjeverozapadne je krajeve unutrašnjosti zahvatila u večernjim satima nedjelje 12. svibnja, a potom se brzo premjestila prema istoku i jugu Hrvatske. Nad sjevernom se Italijom formirala sekundarna ciklona Donat, koja se u noći s utorka 13. na srijedu 14. svibnja preko hrvatskoga Jadrana premjestila nad istok Jugoistočne Europe. U Bosni i Hercegovini, Srbiji, kao i na istoku Hrvatske pale su vrlo velike količine kiše.
U BiH u 10 dana pale su ekstremne količine oborina od 200 do 250 litara kiše po m2, mjestimično i više.
Protoci rijeka, južnih pritoka rijeke Save, iznosile su rekordne količine m3 u sekundi
Una 1750 m3/s, Vrbas 2000 m3/s, Bosna 3500 m3/s i Drina 4000 m3/s i ulijevaju se u svojim povijesnim maksimumima u Savu te je zbog toga i rijeka Sava dostigla dosad nezabilježene protoke i vrijednosti vodostaja. Prosječni protok rijeke Save kod Županje iznosi 1000-1100 m3/s, a na mjerodavnom vodomjeru u Županji dana 16. svibnja 2014. izmjeren je protok od 5500 m3/s.

## Zahvaćena područja

### Cvelferija
17. svibnja Sava je probila nasipe kod Rajevog Sela i Račinovaca te je uslijedila evakuacija mještana tih dvaju naselja te mještana iz dijela sela Gunja. Jedna muška osoba je smrtno stradala u Rajevom Selu. Riječ je o čovjeku kojeg je prvi val vodene bujice po probijanju nasipa kod Rajeva sela doslovno otkinuo od ograde za koju se držao i odnio sa sobom.
18. svibnja na sjednici Kriznog stožera Vukovarsko-srijemske županije donesena je odluka o evakuaciji mještana Vrbanje, Soljana i Strošinaca, kao i mještana općine Bošnjaci. Evakuirala se i stoka koje je u tome kraju mnogo, u Posavskim Podgajcima spašavano je 1.200 krava s jedne farme.
S područja Cvelferije, pogođenih poplavama, do 19. svibnja, prema privremenim podacima Ministarstva poljoprivrede, evakuirano je 2.520 goveda, 3.900 svinja, 370 ovaca i 20 konja, i to iz više mjesta – Vrbanja, Strošinci, Soljani, Drenovci, Račinovac i Rajevo Selo.
Ranko Ostojić ministar MUP-a potvrdio je da je u Rajevu Selu vodena bujica uzela još jedan život.
Nakon Rajevog Sela, Gunje i Račinovaca, voda je potopila i polovicu sela Strošinci, naselja uz granicu sa Srbijom, odakle je i došla voda koja je izazvala potapljanje dobrog dijela kuća. Vodeni val koji je došao iz mjesta Jamena u Srbiji, zaobišla je podignuti zečji nasip, tako da je on izdržao vodu. Stanovništvo Strošinaca je bilo evakuirano, kao i većina stoke i domaćih životinja. Ostala je tek nekolicina ljudi i poneka domaća životinja.
Voda je 20. svibnja poplavila dio Posavskih Podgajaca uz državnu cestu od Bošnjaka prema Gunji i Rajevom Selu te je prodrla u neke kuće. Riječ je o savskim vodama koje dolaze iz pravca Rajevog Sela. Iako evakuacija još službeno nije započela, neki su mještani već napustili svoje domove. Mještani su gradili zečje nasipe kako bi vodu kanalizirali i usmjerili u Spačvanski bazen.
U Đurićima je 20. svibnja stanje bilo teško, ali pod kontrolom. Stanovništvo je ondje odbijalo evakuaciju, te su tijekom noći zatražili dostavu vreća i pijesak za izgradnju zečjih nasipa.
Vlada je u utorak navečer održala telefonsku sjednicu na kojoj je, na prijedlog ravnatelja Državne uprave za zaštitu i spašavanje, proglasila katastrofu za područje Vukovarsko-srijemske županije koja je pogođena poplavom. 
21. svibnja na ulasku u Posavske Podgajce desna strana sela je pod vodom, dok se lijeva još pokušava obraniti. Poplavljeno je nekoliko kuća, a postavljaju se i zečji nasipi kako bi se spriječilo izlijevanje na lijevu stranu sela. Iz MORH-a su izvjestili kako je na poplavom ugroženim područjima angažirano oko 1000 pripadnika Oružanih snaga RH, jedan helikopter HRZ i PZO-a, oko 90 motornih vozila od kojih 2 cisterne i dva sanitetska vozila, 4 inženjerijska stroja, 13 čamaca, 3 amfibijska vozila te 3 poljske kuhinje. Ističu kako su najugroženija mjesta Posavski Podgajci, Strošinci i Drenovci.
Stožer zaštite i spašavanja Grada Otoka objavio je da prihvatilište u Otoku do sada ima 1703 evidentiranih iz Gunje, Rajevog Sela, Račinovaca, Posavskih Podgajaca, Vrbanje, Drenovaca, Strošinaca, Đurića, Bošnjaka, Topole, Brčkog i Orašja koji su smješteni u Otoku (1480 ljudi) i Komletincima (223 ljudi).
Ministar zdravlja Rajko Ostojić donio je odluku o proglašenju epidemije zaraznih bolesti na poplavljenom području cijele Vukovarsko-srijemske i Brodsko-posavske županije te gradova Pleternice i Lipika u Požeško-slavonskoj i Kostajnice i Dvora u Sisačko-moslavačkoj županiji.
22. svibnja stanje u poplavljenim područjima je i dalje teško, a prioritet je obrana Soljana. U Drenovcima i Strošincima je situacija stabilna i nema opasnosti. Vojska će pokušati djelomice zatvoriti otvor na razrušenom nasipu kod Rajevog Sela tako da neplavi dalje, a kada razina Save opadne, vraćanje u korito rijeke.
Vlada Republike Hrvatske održala je u Županji izvanrednu sjednica Vlade, posvećena pomoći stradalom području.
23. svibnja vodostaj Save u Županji konstatno je u padu, opao je dva metra u nekoliko dana. Poplavljeno je još 210 četvornih kilometara. Najteže je u Rajevom Selu, Gunji, Strošincima, Rašinovcima, Posavskim Podgajcima, Đurićima i Drenovcima.
Predsjednik Vlade Republike Hrvatske Zoran Milanović i predsjednik Europskog parlamenta Martin Schulz obišli su poplavom pogođena područja u Slavoniji. Poplavljena područja obišla je i Vesna Pusić s Kristalinom Georgievom Povjerenicom EK-a za međunarodnu suradnju, humanitarnu pomoć i odgovore na krizne situacije, koja je obečala pomoć u sprječavanju širenja zaraza te tretiranja komaraca.
U Rajevu Selu, 2. lipnja, nakon zaprimljene dojave, članovi HGSS-a pronašli su tijelo nestale starije muške osobe, koja je druga žrtva poplave.

#### Saniranje štete
Tjedan dana nakon pucanja nasipa, voda se počela povlačiti iz poplavljenih naselja. Stručnjaci Hrvatskih voda uz potporu inženjerijskih snaga Hrvatske vojske grade prednasip u Savi kod Rajevog Sela, koji će se nalaziti ispred nasipa koji je u subotu na nedjelju pukao zbog silovitog nadiranja Save, prednasip će poput vrata spriječi novi ulazak vode, dok poplavnu vodu ne bi spriječio da, kada se za to stvore uvjeti, istekne nazad u Savu. Iz poplavljenih područja izvlači se uginula stoka. Postoji opasnost od epidemije, te je potrebna zaštitna oprema s kojom se može ući u poplavljena sela.
Prema podacima koje je objavila Državna uprava za zaštitu i spašavanje, ukupno je spašeno 5.880 životinja od čega 2.683 goveda, 2.762 svinje, 313 ovaca, 60 koza te 62 kopitara, a prikupljeno je više od 180 tona leševa životinja.
Vatrogasci iz cijele Hrvatske ispumpavaju vodu iz objekata, podruma i bunara, peru objekte i ceste te dostavljaju pitku vodu u mjesta Gunja, Račinovci, Rajevo Selo, Strošinci, Posavski Podgajci i Đurići.
3. lipnja nakon mjesec i pol otvoren je Međunarodni cestovni granični prijelaz Gunja.
Crveni križ će dodijeliti 4000 kuna svakoj osobi s poplavljenog područja, što je oko 35 milijuna kuna od ukupno 63 milijuna, koliko je prikupljeno u humanitarnoj akciji.
U Gunji se 406 obitelji prijavilo za stanovanje u kontejnerima, u Gunji je postavljeno ukupno 30 kontejnera kao i dodatnih deset u Račinovcima.
Poplavljene kuće su svrstane u 1. i 2. kategoriju oštećenja. Vlasnici su se mogli opredijeliti žele li sami ili da im država obnovi kuće. Oni koji su sami obnavljali svoje kuće, a ovisno o oštećenju dobili su između 40 i 70 tisuća kuna.

### Brodska Posavina
Izvaredne mjere zaštite od poplave proglašene su od Davora nizvodno, dok su u Slavonskom Šamcu 17. i 18. svibnja bilo proglašno i izvaredno stanje.
Stožer za zaštitu i spašavanje Brodsko-posavske županije, 19. svibnja oko 18:00 sati, odlučio je preporučiti djelomičnu evakuaciju stanovništva grada Slavonskog Broda (naselja Jelas i Josip Rimac) te općina Bebrina, Oprisavci, Sikirevci i Klakar. Djelomična evakuacija obavljana je u Mjesnom odboru Josipa Rimaca gdje je evakuirano 715 osoba s područja općine Bebrina, iz naselja Zbjeg, Dubočac, Kaniža, Banovci i Šumeće, evakuirano je 677 osoba, uglavnom starijih, bolesnih i majki s djecom. Na području cijele županije nije bilo nastave u osnovnim i srednjim školama.
Na sjednici Županijskog stožera zaštite i spašavanja Brodsko-posavske županije, 20. svibnja objavljeno je da je tijekom noći na području brodske Posavine zabilježeno dosta intervencija zbog procjeđivanja nasipa posebice u Slavonskom Šamcu, Svilaju, Dubočcu, Sikirevcima i Novom Gradu, ali da stanje nije alarmantno.
21. svibnja u brodskoj Posavini je Sava sporo opadala, nasipi su bili stabilni, iako je bilo procijeđivanja stanje je bilo pod kontrolom. Na području Općine Bebrina bilo je najkritičnije zbog pojavljivanja tzv. „bubrega" na nasipu, na tri mjesta.
22. svibnja Stožer za zaštitu i spašavanje Brodsko-posavske županije donio je odluku o ukidanju izvanrednog stanja, nasipi su se i dalje neprekidno nadzirali, privremeno evakuirani su se vratili kući, a nastava je počela od ponedjeljka.

### Orljava
Rijeka Orljava se izlila na više mjesta, najugroženije je bilo pleterničko područje te naselja Bečic i Lužani u općini Oriovac. Orljava se najprije izlila negdje između Blacka i Vesele i uz prugu je voda došla do kuća. Rijeka Orljava izlila se i u mjestu Gradac kod Pleternice, gdje je izvršena i evakuacija. Rijeka je oštetila prugu te je sav željeznički promet bio zatvoren na dijelu Pleternica – Požega – Velika.

## Humanitarna pomoć
U Rijeci, Splitu i Zagrebu održani su paralelni koncerti pomoći i podrške poplavljenim područjima u Slavoniji pod nazivom "Hrvatska pomaže". Samo u nekoliko sati prikupljeno je 3,2 milijuna kuna. Do 27. svibnja za Slavoniju ukupno je prikupljeno gotovo 50 milijuna kuna.
Ujedinjeni Arapski Emirati odredili su milijun i pol dolara pomoći koja će vrlo vjerojatno biti uporabljena za kupnju kontejnera, a Makedonija je uplatila 98.550 eura.
Na žiro račun Hrvatskog Crvenog križa do 17. lipnja uplaćeno je 49.837.967,06 kuna za pomoć stanovnicima na područjima pogođenim poplavama u Republici Hrvatskoj. Na donatorskom telefonu zabilježeno je poziva u vrijednosti od 12.021.287,50 kuna. Mobilni operatori Hrvatski telekom (HT), Vipnet, Tele2 Hrvatska i OT-Optima Telekom d.d., odlučili su se odreći svih prihoda od poziva na humanitarni broj telefona 060 9011. Vlada RH odrekla se PDV-a na donacije putem telefonskih poziva.

## Galerija
- Gunja
- Gunja
- Dubočac
- Rijeka Česma kod Novoselca
- Prikupljena humanitarna pomoć u Zagrebu